# Mia Dimšić

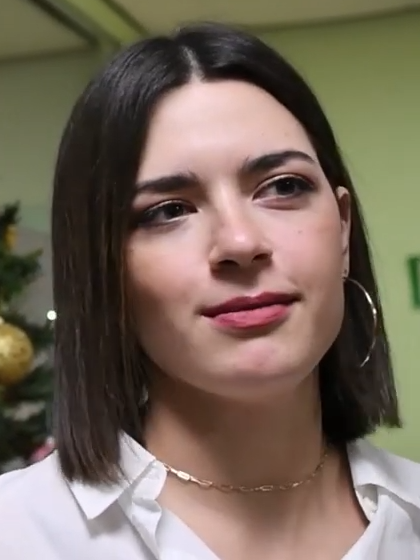
Mia Dimšić, 2021

Mia Dimšić (* 7. November 1992 in Osijek) ist eine kroatische Sängerin. Sie vertrat Kroatien beim Eurovision Song Contest 2022 mit ihrem Lied Guilty Pleasure.

## Leben und Karriere
Mia Dimšić stammt aus Osijek, der viertgrößten Stadt Kroatiens, wo sie an der Philosophischen Fakultät der Universität Englisch und Deutsch studiert hat.
Ihre Karriere begann 2014, als sie von der Folkloreband Džentlmeni eingeladen wurde, sie auf einer Nordamerika-Tour für die dortige kroatische Diaspora zu begleiten. Dort traf sie auf ihren späteren Manager, der ihr half, eigene Singles zu veröffentlichen. 2016 kam ihre erste Single Život nije siv heraus, ihr gleichnamiges Album wurde im darauffolgenden Jahr veröffentlicht. Das Album wurde in Kroatien zu einem großen Erfolg, erreichte Platz eins der Albumcharts und erhielt Goldstatus. Wenige Monate später folgte ihr Weihnachtsalbum namens Božićno jutro.
Am 17. Dezember 2021 wurde bekanntgegeben, dass Dimšić mit ihrem Lied Guilty Pleasure beim kroatischen Vorentscheid für den Eurovision Song Contest, Dora 2022, teilnehmen würde. Im Finale am 19. Februar erhielt sie sowohl von der Jury als auch von der Zuschauerabstimmung die meisten Stimmen und durfte somit Kroatien beim Eurovision Song Contest 2022 in Turin vertreten, wo sie im ersten Halbfinale am 10. Mai 2022 antrat. Sie konnte sich jedoch nicht für das Finale qualifizieren.

## Diskografie

### Alben
- 2017: Život nije siv (Platz 1 Kroatien)
- 2017: Božićno jutro
- 2019: Sretan put (Platz 1 Kroatien)
- 2024: Monologue (Platz 1 Kroatien)

### EPs
- 2022: Guilty Pleasure

### Singles
- 2015: Budi mi blizu
- 2015: Slobodna
- 2016: Život nije siv
- 2016: Sanjaj me
- 2017: Bezimeni
- 2017: Sunce, oblak, vjetar
- 2017: Kiša
- 2017: Cimet i čaj
- 2018: Do posljednjeg retka
- 2018: Snježna ulica
- 2019: Ovaj grad
- 2019: Cesta do sna
- 2019: Sva blaga ovog svijeta (mit Marko Tolja, Platz 1 Kroatien)
- 2019: Pomiče se sat
- 2020: Unatrag
- 2021: Pomalo slučajno
- 2021: Neki novi ljudi
- 2022: Guilty Pleasure (ESC-Beitrag, Platz 1 Kroatien)
- 2022: Stuck on You
- 2022: Sunce moje
- 2022: Stranac kojeg znam
- 2023: Ništa ili sve

### Gastbeiträge
- 2017: Sve sam znala i prije (mit Lorenzo)
- 2020: Gledaj me u oči (mit the Frajle)